# Яблоновський Йозеф
Юзеф Яблоновський (* д/н — †1821) — польський магнат гербу Гжимала, політичний діяч Речі Посполитої. Прадід Митрополита УГКЦ Андрея Шептицького.

## Життєпис
Походив з впливового роду Яблоновських гербу Ґжимала. Син Роха Міхала Яблоновського та його дружини Терези Оссоліньської. Про молоді роки мало відомостей. 3 вересня 1774 року батько передав йому Корсунське та Вісьліцьке староства. 23 вересня 1778 р. Ю. Яблоновського було змінив на старостві Станіслав Понятовський, генерал-лейтенант коронного війська. Після цього Ю. Яблоновський був уповноваженим у справах С. Понятовського — старости корсунського.

## Родина
Дружина — Марія Свідзіньська
Діти:
- Францішек (д/н—1831)
- Людовік
- Лев (д/н—1844)
- Зофія (д/н—1798) — дружина Станіслава Скарбека, Александра Фредро.[1]